# Ghilgameș
Ghilgameș (/ˈɡɪlɡəˌmɛʃ/  sau /ɡɪlˈɡɑːmɛʃ/ , Gilgameš, original Bilgamesh) reprezintă un erou mitic și semizeu (mai exact două treimi zeu și o treime om), comun principalelor mitologii din Mesopotamia, personajul central al unei capodopere de poezie mitografică, apărute în Sumer, reluate în Akkad, în Babilon, în Asiria ș.a., sub numele convențional modern de Epopeea lui Ghilgameș (în versiunea akkadiană a magului Sinlikiunninni are titlul Despre cel care a văzut totul; mai completă este însă versiunea asiriană, în 12 tăblițe sau cânturi, păstrată în Biblioteca lui Assurbanipal).
Ghilgameș, este totuși văzut de savanți ca o personalitate istorică de când inscripțiile găsite i-au confirmat existența prin asocierea sa cu alte personalități. Dacă Ghilgameș a existat, a trăit probabil și a domnit în calitate de rege în anii  2800-2500 î.Hr. Lista regilor sumerieni pretinde că Ghilgameș a condus orașul Uruk timp de 126 de ani. Conform inscripției din Tummal, Ghilgameș și fiul său, Ur-Nungal, au reconstruit sanctuarul zeiței Ninlil din Tummal, cartierul sacru al orașului Nippur.

## Inscripții cuneiforme

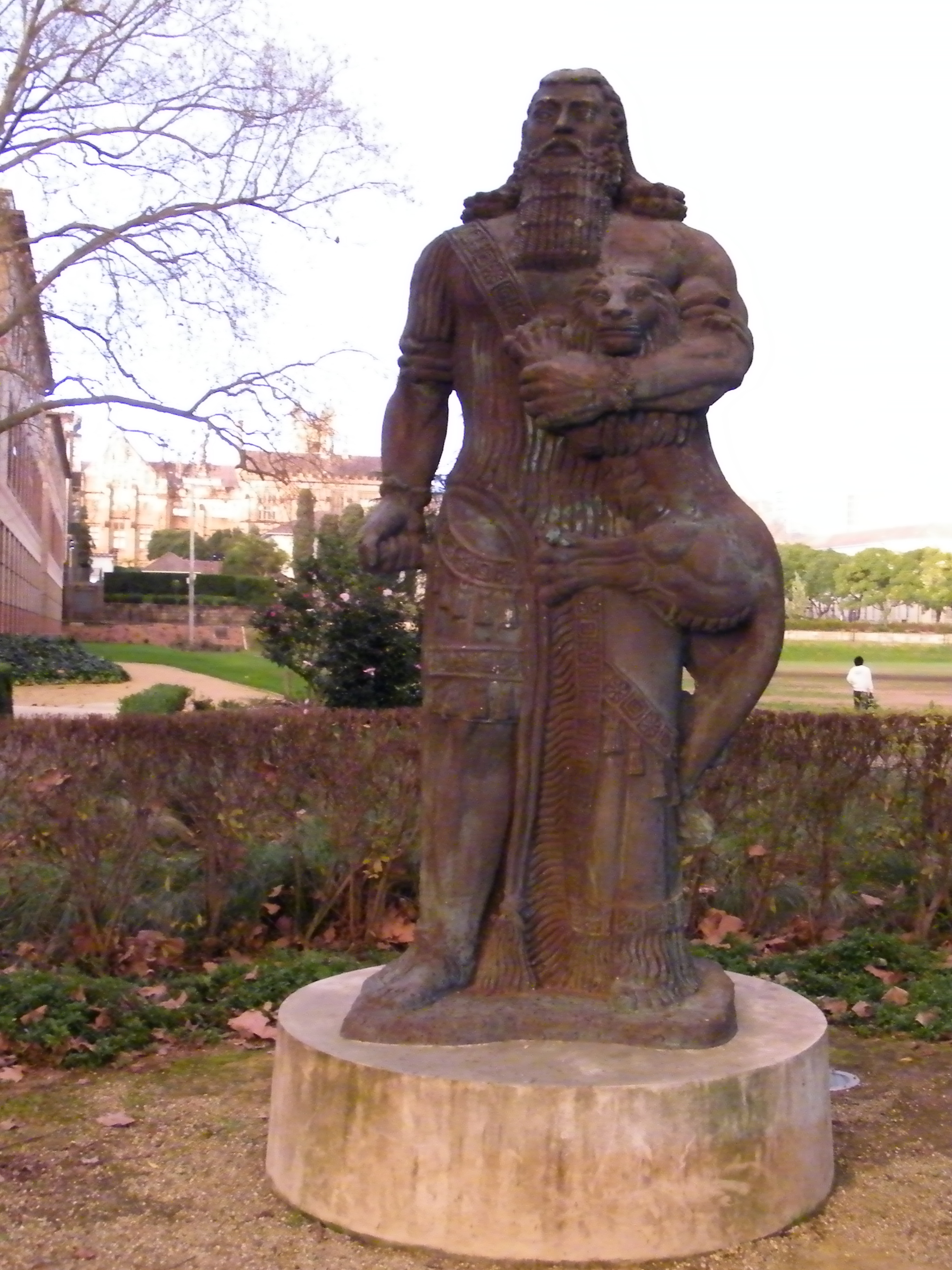
Statuia lui Ghilgameș

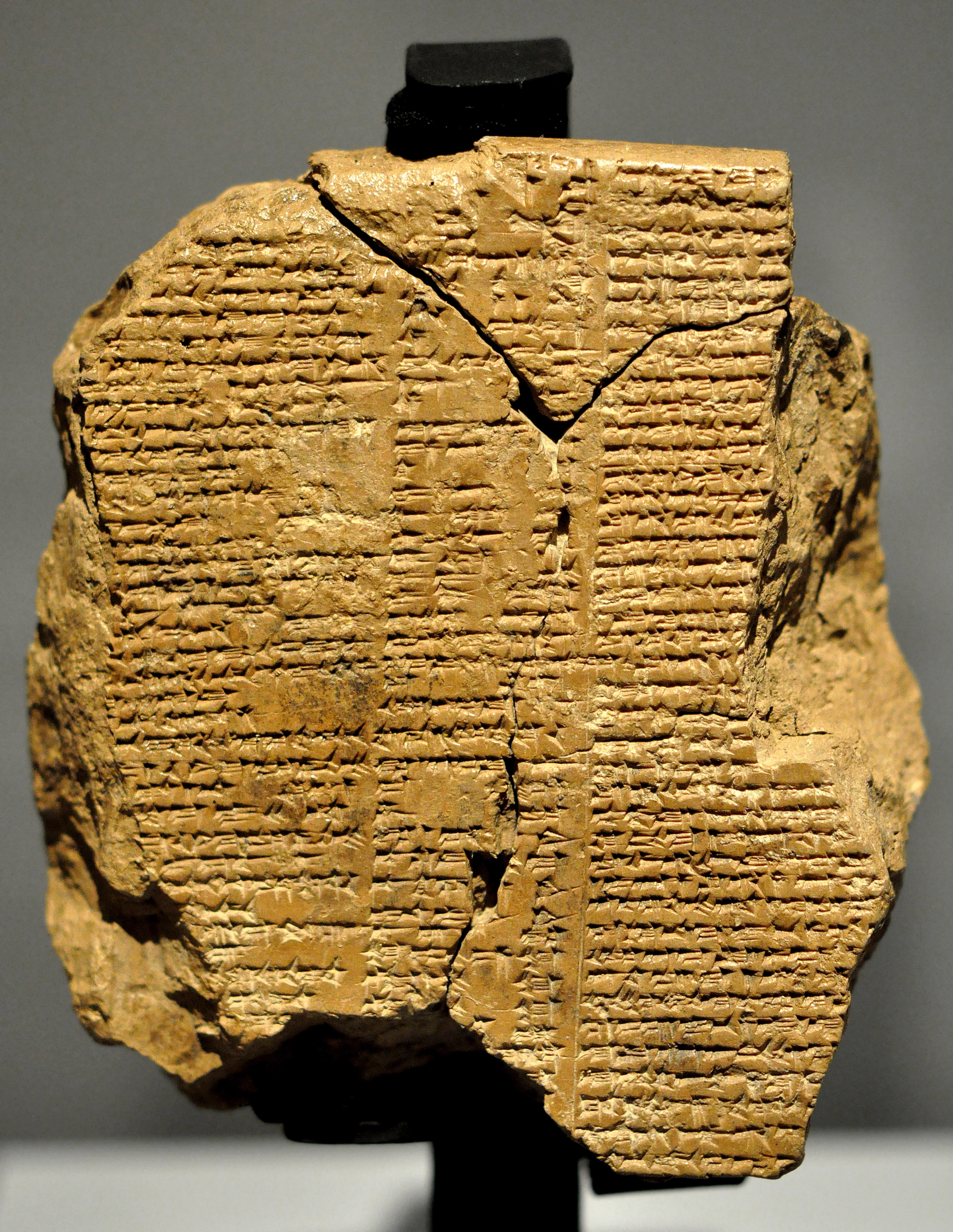
Tableta a cincea din Epopeea lui Ghilgameș, muzeul Sulaymaniyah, Irak

Povestea lui Ghilgameș a fost descoperită în secolul al XIX-lea, această căpătând celebritate în cultura populară.   
Cea mai timpurie inscripție despre Ghilgameș conform Enciclopediei Britannica  a fost descoperită în biblioteca regelui asirian Assurbanipal.
Povestea lui Ghilgameș a fost scrisă de-a lungul unui mileniu, autorul fiind necunoscut. Foarte probabil au fost mai mulți autori care au contribuit la scrierea epopeii.:95
Epopeea pare să fi provenit din tradiție orală, un rezultat culminat din povești  transmise din generație în generație, Ghilgameș apărând sub numele de "Bilgamesh". :141  Poemele includ și povești ale faimoasei Epopee, scrisă în limba akkadiana.  Multe dintre povești au fost consemnate și pe cele 12 tablete babiloniene prin 1200 î.en. de către un preot exorcist (măšmăššu)  Sîn-lēqi-unninni. 
Fragmente din textul epic au fost găsite în Me-Turan -Tell Haddadul de azi, relatând moartea și înmormântarea lui Ghilgamesh sub albia unui râu. Populația Urukului a deviat cursul Eufratul ce traversa Urukul pentru a-l inormanta pe regele mort sub albia râului. În aprilie 2003, în cadrul unei expediții, arheologi germani au pretins că i-au găsit mormântul. 
Cu toate că Ghilgameș e considerat un erou mitic,  este privit totdată și ca un rege istoric. Probabil că acesta a căpătat latura divină post-mortem cu toate că nu există dovezi ale unui cult care să sugereze că a avut loc o zeificare târzie cum a fost în cazul regilor akkadieni.  S-au găsit tablete ce conțîn numele lui Enmebaragesi de Kish,  în care el  și fiul său, Aga de Kish, erau asociați cu Ghilgameș în epopee, apărând și în lista de regi și în cronica din Tummal. 
Dacă Ghilgameș a fost un rege istoric, probabil că a domnit prin secolul al XXVI-lea î.en. 
Este posibil ca personalitatea lui Ghilgameș să fi fost inspirată după alte figuri istorice precum Gudea de Lagash (2144-2124 i.en.). 
În inscripții târzii, precum pergamentul Cărții Giganților de la Qumran (care datează din anul 100 i.en.),  numele lui Ghilgameș și cel al lui Humbaba apar ca doi Giganți antediluvieni, menționați ca "glgmš  și  ḩwbbyš.  Numele lui  Ghilgameș a supraviețuit și în lumea musulmană ca  Jiljamish, numele unui demon, conform unui cleric egiptean, Al-Suyuti, care a trăit prin 1500.   :60
Numele lui Ghilgameș apare și în limba greacă ca  "Gilgamos" (Γίλγαμος),  în lucrarea lui Claudius Aelianus - De Natura Animalium (Despre natura animalelor), publicată prin anul 200.  Aceasta prezintă povestea unui rege din Babilon, Seuechorus/Euechorus, căruia Oracolul i-a prezis că nepotul său, Gilgamos, atunci abia nou-născut, îl va ucide și îl va moșteni la tron, așa că l-a aruncat din cel mai înalt turn.  Totuși, vulturul l-a prins și a fost găsit și crescut de un grădinar, devenind astfel rege și împlinind profeția oracolului. 
Teodor  Bar Konai   scria în anul 600 despre un rege Gligmos, Gmigmos sau  Gamigos ca ultimul dintre patriarhi de la Peleg la Avraam. :61

## Istoric

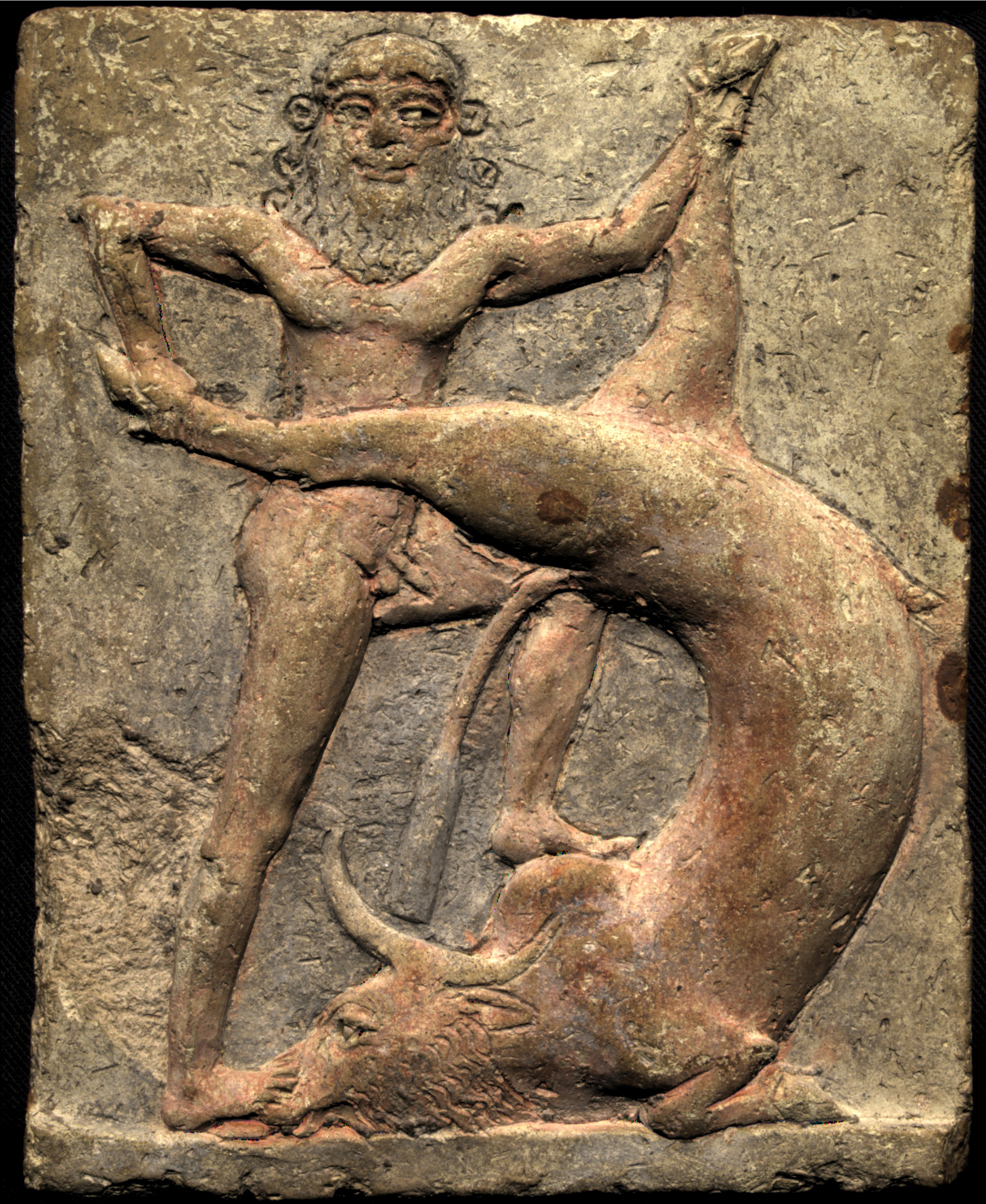
Enkidu ucide taurul

Conform epopeii, Ghilgameș era un semizeu cu puteri supraumane ce a devenit rege al orașului-stat Uruk al civilizației sumeriene. Folosindu-și mușchii, a construit de unul singur zidurile orașului Uruk pentru a apăra populația de invaziile barbare. Tot el a construit ziguratele pentru a-i cinsti pe zei. 
În povestea sumeriană Innana și Arborele Huluppu, zeița Inana a plantat un arbore vrăjit. Ea a plănuit să-l crească până la stadiul pentru a fi tăiat și lemnul folosit pentru cioplirea unui scaun și unui pat.  Cu toate acestea, arborele a fost capturat de un șarpe care a incantat vrăji rădăcinilor sale,  trunchiul arborelui fiind atacat de spiritul demonic Lilitu ,  iar ramurile atacate de pasărea monstruoasă Anzu care scotea foc și apă. Inanna a apelat la fratele ei, zeul soarelui, să-i ceară ajutorul pentru a salva arborele de dăunători, dar a fost refuzată. 
Însă, s-a oferit Ghilgameș care a lovit șarpele, ceilalți dăunători fugind.  Inana și-a recuperat astfel arborele. 
Într-o altă poveste, Ghilgameș l-a defăimat pe zeul Aruru, zeul Creației. Drept răzbunare, l-a creat pe Enkidu din lut pentru a-i pedepsi aroganța. Enkidu era un om sălbatic, crescut de animale și un proscris al societății umane până să fie găzduit de Shamhat. După o serie de interacțiuni,  a învățat să trăiască civilizat printre oameni. Când s-a întâlnit cu Ghilgameș, l-a înfruntat în public. Totuși, fiind amândoi egali în putere, s-au decis să lase confruntarea deoparte și să se împrietenească, rezultând un cuplu în antiteză dintre o figură civilizată al unui războinic-rege și cea a unei bestii primitive.   Enkidu a devenit companionul iubit al regelui. Împreună, porniți la vânătoare, l-au ucis  ajutați de zeul Soarelui, Samash,  pe Humbaba, demonul cu aspect de leu și cu coadă de șarpe și gheare de vultur. 
Într-un alt fragment, Isthar, zeița iubirii și a războiului, îl admira pe Ghilgameș și pe al său păr frumos cum se îmbăia. Aceasta s-a îndrăgostit de el și i-a cerut lui Ghilgameș să-i devină soție, promițându-i în schimb recolte bogate. Ghilgameș a refuzat să fie "jucăria" ei. Isthar s-a înfuriat și și-a implorat părinții, Anu și Antum, să trimită un Taur Divin să-l omoare. 
Când taurul a coborât din cer și s-a dezlănțuit,  tot orașul Uruk a tremurat. Sute de oameni au fost omorâți de copitele taurului. Însă Ghilgameș, cu forța și tăria sa, l-a răpus cu ajutorul lui Enkidu. Isthar s-a urcat pe zidurile orașului și a strigat blesteme către războinicii orașului pentru a-i intimida, însă Ghilgameș a alungat-o, iar Enkidu a ofensat-o. 
În cea din urmă poveste, Ghilgameș se plângea lui Enkidu că una dintre jucăriile sale (o tobă sau o minge) i-a căzut în infern când era mic. Enkidu s-a angajat să o recuperezeînsă a rămas captiv până când Ghilgameș i-a implorat pe zeii Enki și Samash să-i deschidă o crăpătura în pământ, permițându-i să iasă. Enkidu moare îmbolnăvit de blestemele zeiței Ishtar.  Ghilgameș îl jelește și se gândește apoi că și el e muritor.  
Acesta pleacă într-o călătorie îndelungată în căutarea nemuririi. Se întâlnește cu strămoșul său,  înțeleptul Utnapishtim, care a construit o corabie mare, supraviețuind marelui Potop. Bătrânul îl sfătuiește pe Ghilgameș să renunțe la căutarea nemuririi, însă îl informează despre o plantă rară care îi poate aduce tinerețe veșnică. Ghilgameș, după o lungă căutare, se scufundă  și găsește planta în fundul unui râu. Obosit fiind, adoarme și un șarpe îi fură planta nemuririi, căpătând abilitatea de a-și schimba pielea. 
Dezamăgit, regele se întoarce acasă. Cu toate acestea, Ghilgameș - în conformitate cu vechea listă a regilor sumerieni - a trăit până la vârsta de 126 de ani.  Pentru a umple acești ani îndelungi, Ghilgameș și fiul și succesorul său Ur-Nungal au reconstruit templul zeiței Ninlil în orașul sfânt Nippur, chiar pe malul râului Uruk. 
Ghilgameș a murit după o lungă domnie, fiind îngropat în albia unui râu. 
În 2003, o echipă germană de arheologi a susținut că a găsit mormântul lui Gilgameș, care s-ar fi aflat în albia râului Eufrat, îngropat sub nisipul deșertului irakian. Echipamentul de imagistică prin rezonanță magnetică, presupus suficient de avansat pentru a arată diferența dintre sedimentele uscate și mlaștinile antice, a arătat niște incinte ce prezentau foste grădini, clădiri și pereți ai unui palat care includeau o  camera  mortuară. Acțiunile militare din aceea vreme  au împiedicat însă orice încercare de săpătură.